# Poporo

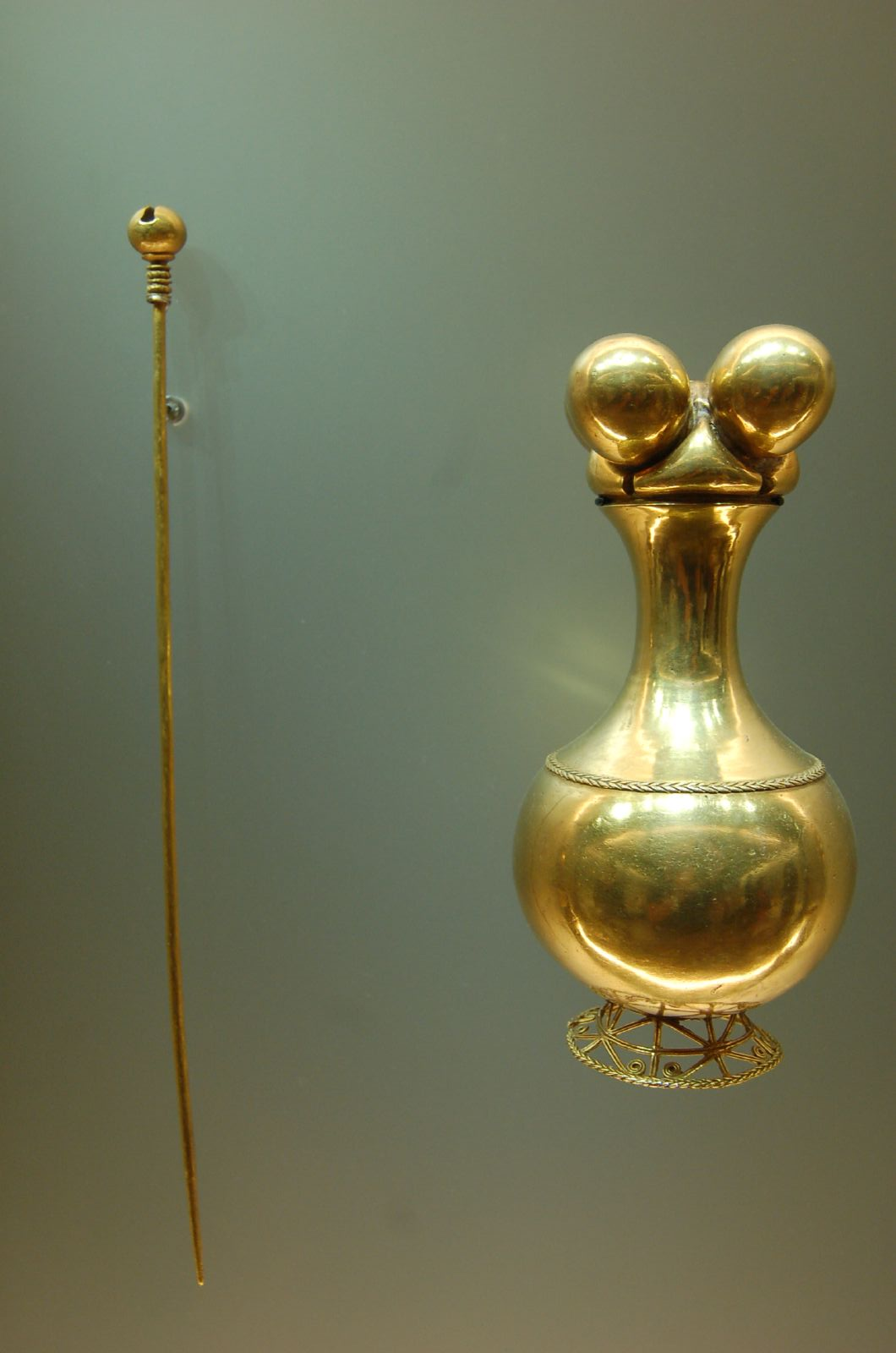
Poporo quimbaya, par Turista Perene

Dans la civilisation précolombienne, un poporo est un objet mystérieux qui désigne à la fois une calebasse, un symbole, un support culturel voire thérapeutique, et un moyen mnémotechnique de transmission. 
Le poporo est remis au jeune garçon de certaines ethnies colombiennes telles que les Kogis de la Sierra Nevada de Santa Marta pour marquer son changement de statut, d'enfant à adulte en âge de se marier.

## Archéologie
Le Musée de l'or de Bogota possède quelques poporos remarquables en tumbaga,  alliage à base d'or de cuivre, d'origine chibchane, muisca et quimbaya.

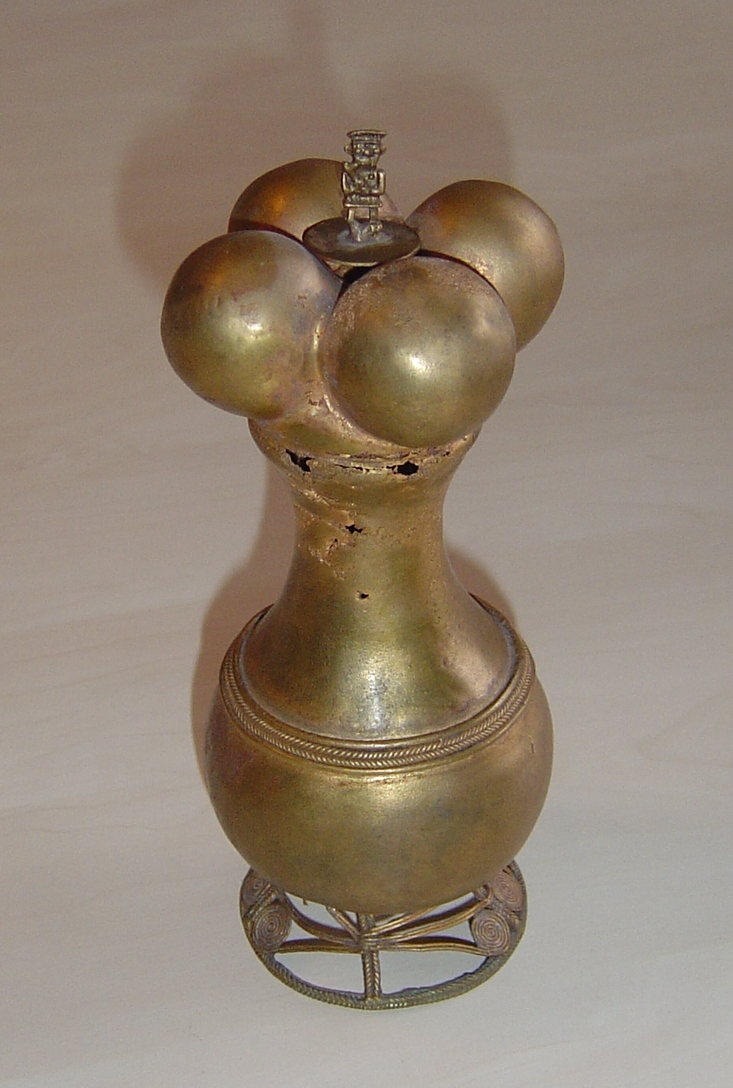
Poporo complet
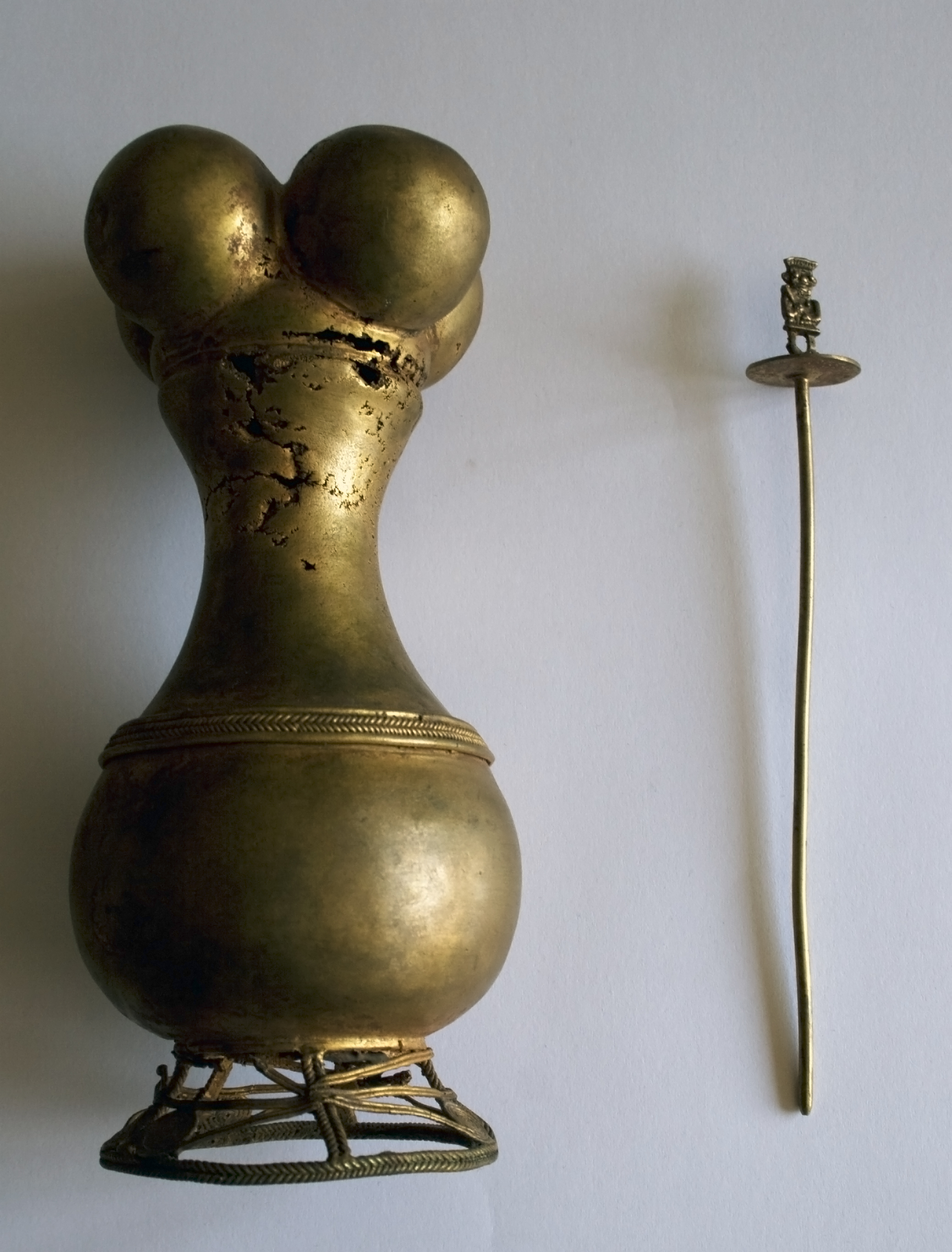
Poporo et épingle sortie
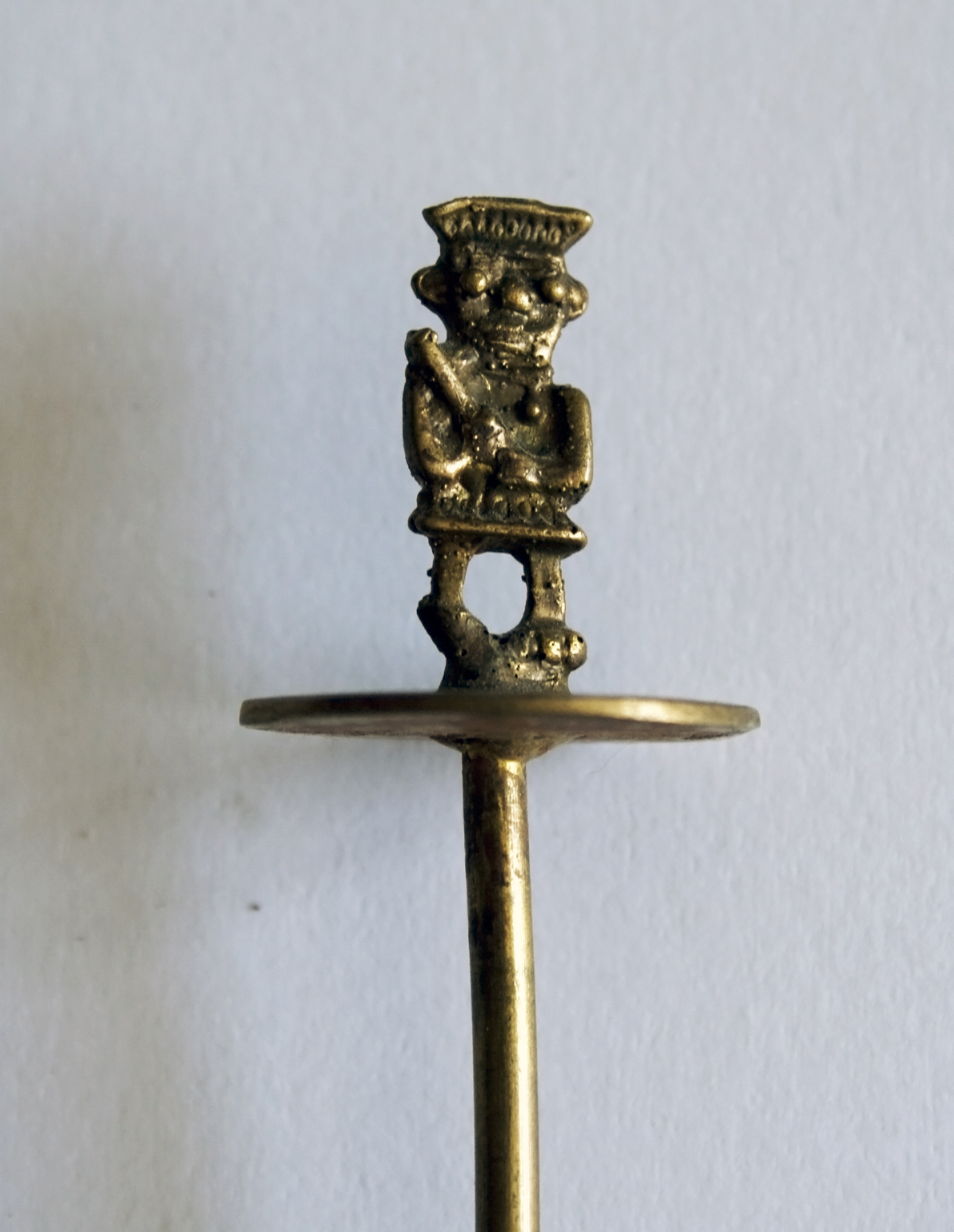
Tête d'épingle de poporo